# Eray Cömert
Eray Ervin Cömert (Bazel, 4 februari 1998) is een Zwitsers voetballer die doorgaans speelt als centrale verdediger. In januari 2022 verruilde hij FC Basel voor Valencia. Cömert maakte in 2019 zijn debuut in het Zwitsers voetbalelftal.

## Clubcarrière
Cömert speelde in de jeugd van Concordia Basel en kwam in 2009 in de opleiding van FC Basel terecht. Bij deze club maakte de centrumverdediger ook zijn debuut, toen op 7 mei 2016 met 2–3 gewonnen werd op bezoek bij FC Zürich. Matías Delgado, Davide Callà en Breel Embolo scoorden voor Basel en de tegentreffers waren van Philippe Koch en Oliver Buff. Cömert mocht van coach Urs Fischer in de basis beginnen en hij speelde het gehele duel mee.
In maart 2017 werd de Zwitser voor drie maanden op huurbasis gestald bij FC Lugano. Na zijn terugkeer verhuurde FC Basel hem voor een heel seizoen aan FC Sion. Op 23 augustus 2018 kwam Cömert voor het eerst tot scoren. In de Europa League had Ricky van Wolfswinkel twee keer gescoord en tegenstander Apollon Limasol stond door doelpunten van Anton Maglica en Fotios Papoulis op gelijke hoogte. Cömert, die van coach Marcel Koller de gehele wedstrijd mee mocht spelen, zorgde zes minuten voor tijd op aangeven van Kevin Bua voor de winnende goal voor Basel: 3–2. In april 2019 verlengde Cömert zijn verbintenis bij Basel tot medio 2022.
In januari 2022 werd de centrale verdediger voor een bedrag van circa achthonderdduizend euro overgenomen door Valencia, waar hij zijn handtekening zette onder een verbintenis voor de duur van vierenhalf jaar. Aan het begin van het seizoen 2023/24 nam FC Nantes de verdediger op huurbasis over. Ook de jaargang erop bracht Cömert elders op huurbasis door; ditmaal nam promovendus Real Valladolid hem over.

## Clubstatistieken
| Seizoen | Club              | Competitie       | Competitie | Competitie | Beker | Beker | Internationaal | Internationaal | Totaal | Totaal |
| Seizoen | Club              | Competitie       | Wed.       | Dlp.       | Wed.  | Dlp.  | Wed.           | Dlp.           | Wed.   | Dlp.   |
| ------- | ----------------- | ---------------- | ---------- | ---------- | ----- | ----- | -------------- | -------------- | ------ | ------ |
| 2015/16 | FC Basel          | Super League     | 5          | 0          | 0     | 0     | —              | —              | 5      | 0      |
| 2016/17 | FC Basel          | Super League     | 0          | 0          | 2     | 0     | —              | —              | 2      | 0      |
| 2016/17 | → FC Lugano       | Super League     | 12         | 0          | 0     | 0     | —              | —              | 12     | 0      |
| 2017/18 | → FC Sion         | Super League     | 12         | 0          | 0     | 0     | —              | —              | 12     | 0      |
| 2018/19 | FC Basel          | Super League     | 24         | 1          | 1     | 0     | 5              | 1              | 30     | 2      |
| 2019/20 | FC Basel          | Super League     | 33         | 2          | 3     | 0     | 14             | 1              | 50     | 3      |
| 2020/21 | FC Basel          | Super League     | 30         | 1          | 0     | 0     | 3              | 0              | 33     | 1      |
| 2021/22 | FC Basel          | Super League     | 9          | 1          | 2     | 0     | 8              | 0              | 19     | 1      |
| 2021/22 | Valencia          | Primera División | 8          | 0          | 1     | 0     | —              | —              | 9      | 0      |
| 2022/23 | Valencia          | Primera División | 23         | 1          | 2     | 0     | —              | —              | 25     | 1      |
| 2023/24 | → FC Nantes       | Ligue 1          | 25         | 2          | 2     | 0     | —              | —              | 27     | 2      |
| 2024/25 | → Real Valladolid | Primera División | 25         | 0          | 3     | 0     | —              | —              | 28     | 0      |
| Totaal  | Totaal            | Totaal           | 206        | 8          | 16    | 0     | 30             | 2              | 252    | 10     |

Bijgewerkt op 20 juli 2025.

## Interlandcarrière
Cömert maakte op 18 november 2019 zijn debuut in het Zwitsers voetbalelftal, toen gespeeld werd tegen Gibraltar. Namens dat land scoorde Reece Styche, maar door doelpunten van Cedric Itten (tweemaal), Rubén Vargas, Christian Fassnacht, Loris Benito en Granit Xhaka won Zwitserland het duel met 1–6. Cömert moest van bondscoach Vladimir Petković op de reservebank beginnen en hij viel twintig minuten na rust in voor Manuel Akanji. De andere debutant dit duel was Michel Aebischer (Young Boys).
Cömert werd in mei 2021 door Petković opgenomen in de Zwitserse selectie voor het uitgestelde EK 2020. Op dit toernooi werd Zwitserland na strafschoppen uitgeschakeld door Spanje in de kwartfinales. Eerder was op die manier juist gewonnen van Frankrijk. In de groepsfase werd gelijkgespeeld tegen Wales (1–1), verloren van Italië (3–0) en gewonnen van Turkije (3–1). Cömert kwam niet in actie. Zijn toenmalige teamgenoot Silvan Widmer (eveneens Zwitserland) was ook actief op het EK.
In november 2022 werd Cömert door bondscoach Murat Yakin opgenomen in de selectie van Zwitserland voor het WK 2022. Tijdens dit WK werd Zwitserland uitgeschakeld door Portugal nadat in de groepsfase gewonnen was van Kameroen en Servië en verloren van Brazilië. Cömert kwam in twee duels in actie. Zijn toenmalige clubgenoten Yunus Musah (Verenigde Staten), Hugo Guillamón (Spanje) en Edinson Cavani (Uruguay) waren ook actief op het toernooi.
| Interlands van Eray Cömert voor Zwitserland | Interlands van Eray Cömert voor Zwitserland | Interlands van Eray Cömert voor Zwitserland | Interlands van Eray Cömert voor Zwitserland | Interlands van Eray Cömert voor Zwitserland | Interlands van Eray Cömert voor Zwitserland |
| №                                           | Datum                                       | Wedstrijd                                   | Uitslag                                     | Competitie                                  | Goals                                       |
| Als speler bij FC Basel                     | Als speler bij FC Basel                     | Als speler bij FC Basel                     | Als speler bij FC Basel                     | Als speler bij FC Basel                     | Als speler bij FC Basel                     |
| ------------------------------------------- | ------------------------------------------- | ------------------------------------------- | ------------------------------------------- | ------------------------------------------- | ------------------------------------------- |
| 1                                           | 18 november 2019                            | Gibraltar – Zwitserland                     | 1 – 6                                       | EK 2020 kwalificatie                        |                                             |
| 2                                           | 7 oktober 2020                              | Zwitserland – Kroatië                       | 1 – 2                                       | Vriendschappelijk                           |                                             |
| 3                                           | 11 november 2020                            | België – Zwitserland                        | 2 – 1                                       | Vriendschappelijk                           |                                             |
| 4                                           | 31 maart 2021                               | Zwitserland – Finland                       | 3 – 2                                       | Vriendschappelijk                           |                                             |
| 5                                           | 30 mei 2021                                 | Zwitserland – Verenigde Staten              | 2 – 1                                       | Vriendschappelijk                           |                                             |
| 6                                           | 3 juni 2021                                 | Zwitserland – Liechtenstein                 | 7 – 0                                       | Vriendschappelijk                           |                                             |
| 7                                           | 1 september 2021                            | Zwitserland – Griekenland                   | 2 – 1                                       | Vriendschappelijk                           |                                             |
| Als speler bij Valencia                     |                                             |                                             |                                             |                                             |                                             |
| 8                                           | 29 maart 2022                               | Zwitserland – Kosovo                        | 1 – 1                                       | Vriendschappelijk                           |                                             |
| 9                                           | 9 juni 2022                                 | Zwitserland – Spanje                        | 0 – 1                                       | Nations League 2022/23                      |                                             |
| 10                                          | 17 november 2022                            | Ghana – Zwitserland                         | 2 – 0                                       | Vriendschappelijk                           |                                             |
| 11                                          | 24 november 2022                            | Zwitserland – Kameroen                      | 1 – 0                                       | WK 2022                                     |                                             |
| 12                                          | 6 december 2022                             | Portugal – Zwitserland                      | 6 – 1                                       | WK 2022                                     |                                             |
| Als speler bij FC Nantes                    |                                             |                                             |                                             |                                             |                                             |
| 13                                          | 15 november 2023                            | Israël – Zwitserland                        | 1 – 1                                       | EK 2024 kwalificatie                        |                                             |
| 14                                          | 18 november 2023                            | Zwitserland – Kosovo                        | 1 – 1                                       | EK 2024 kwalificatie                        |                                             |
| 15                                          | 26 maart 2024                               | Ierland – Zwitserland                       | 0 – 1                                       | Vriendschappelijk                           |                                             |
| Als speler bij Real Valladolid              |                                             |                                             |                                             |                                             |                                             |
| 16                                          | 15 november 2024                            | Zwitserland – Servië                        | 1 – 1                                       | Nations League 2024/25                      |                                             |
| 17                                          | 18 november 2024                            | Spanje – Zwitserland                        | 3 – 2                                       | Nations League 2024/25                      |                                             |
| 18                                          | 25 maart 2025                               | Zwitserland – Luxemburg                     | 3 – 1                                       | Vriendschappelijk                           |                                             |

Bijgewerkt op 20 juli 2025.

## Erelijst
| Super League    | 1 | 2015/16 |
| Schweizer Pokal | 1 | 2018/19 |